# ノナクチン
ノナクチン（英語: nonactin）は、環状のエステルの範疇に入る有機化合物の1つである。ただし、環を形成している箇所のエステル結合は、合計で4箇所存在する。ある種の細菌が生合成する天然物であり、抗菌活性を有するため、本来の意味での抗生物質の1つに数えられる。抗生物質を化学構造で分類した場合にノナクチンは、マクロテトロライド系抗生物質（英語: macrotetrolide antibiotics）に分類される。なお、名称こそ似ているものの、マクロライド系抗菌薬とは構造も作用機序も異なる。本稿では、まずノナクチンの構造について解説し、その構造から読み取れる、化合物としての性質や、イオノフォアとしての機能や、
抗菌活性などについて、順を追って説明する。

## 構造と物理化学的性質

ノナクチンの構造。4箇所のエステル結合をした箇所の酸素と、4つのテトラヒドロフラン環の酸素、合計8つの酸素が、32員環内に規則的に配置されている様子が見て取れる。一方で、環の外周は、エステル結合の箇所を除くと単結合のみの脂肪族炭化水素に近い構造をしている。

ノナクチンの分子式は、C40H64O12である

。
ノナクチンの化学構造の特徴として、分子内に32員環という大きな環を有しているだけでなく、その環内に、規則正しく空間配置された酸素原子を有している点が挙げられる

。
ノナクチンの場合には、脱水縮合してエステル結合をしている酸素4つと、テトラヒドロフラン環の酸素4つが、規則正しく空間配置された酸素原子と言える。なお、分子構造から明らかなように、分子内にキラル中心が複数箇所存在する上に、複雑な構造を有しているのにもかかわらず、ノナクチンには分子内対称面が存在する。すなわち、ノナクチンはメソ形化合物である。このために、分子全体としての光学活性は、全く無い
。

### 物理化学的性質
ノナクチンはマクロテトロライド系抗生物質の中では融点が比較的高く、常温常圧では固体として存在し、その常圧における融点は147 ℃から148 ℃付近である

。
ノナクチンは、その分子構造から明らかなように、分子内に多少の極性が存在する。このため、極性を有した有機溶媒、例えば、メタノール、アセトン、酢酸エチル、トリクロロメタン、ジクロロメタン、DMSOに溶解する。その一方で、水には、ほとんど溶解しない。

### 化学的反応性
ノナクチンの32員環を形成している4つのエステル結合は、例えば、適切な塩基を用いれば、加水分解できる。こうしてエステル結合の加水分解を行うと、その構造から明らかなように、32員環が崩壊して、ノナクチンは4つの分子に分解する。この時に出てくる4つの分子を、ノナクチン酸（英語: nonactic acid）と呼ぶ。ノナクチン酸の化学式は、C10H18O4である

。こうして出てくるノナクチン酸は、キラル中心を持っているため、旋光性を持つ。ノナクチンのエステル結合を加水分解して出てくるノナクチン酸は、2分子は右旋性であり、残りの2分子は左旋性である。したがって、ノナクチンのエステル結合の加水分解物のノナクチン酸は、必ずラセミ体である。

### イオノフォアとしての性質
ノナクチンは、アルカリ金属の陽イオンと錯体を形成できる。その上に、ノナクチンと似た化学構造を有するナクチン（英語: nactin）の類よりも、ノナクチンは一般に陽イオンとの錯体の形成能が高い傾向が見られる。このような性質をノナクチンが有する理由は、分子内に32員環という大きな環を有しているだけでなく、その環内に、規則正しく空間配置された酸素原子を有しているからである

。
ただし、このような化合物はノナクチンだけではない。例えば、クラウンエーテル類が有名である

。
ノナクチンの場合には、他のナクチン類と同様に、アルカリ金属の陽イオンの中でも、例えば、ルビジウムイオンやナトリウムイオンなどと比べて、カリウムイオンとの親和性の方が高く、カリウムイオンに対して選択的に錯体を形成する。また、地球生物の生体内でも、1価の陽イオンになり易い上に、イオン半径がカリウムイオンと似ているために、カリウムイオンと同じような挙動するのに、カリウムイオンとは性質が異なるせいで、毒として作用するタリウムイオンとも親和性が高く、選択的に錯体を形成する。
そればかりか、他のナクチン類と同様にノナクチンも、アンモニウムイオンとの親和性も高く、錯体を形成するため、ノナクチンはアンモニウムイオノフォアとも呼ばれる。
いずれにしても、錯体を形成した際のノナクチンは、錯体を形成する陽イオンを、ノナクチンの32員環の中に抱え込んだ形態をしている。つまり、ノナクチンが陽イオンとの錯体を形成した際に、その陽イオンはノナクチンの32員環に規則的に配列された酸素原子、すなわち、4箇所のエステル結合をしている酸素原子1つずつと、4個のテトラヒドロフラン環の酸素原子、計8個の酸素原子に、完全に取り囲まれる。この8個の酸素原子は、空間的にほとんど等距離に配列された状態になり、内側に取り込んで錯体を形成した陽イオンと配位結合をする。

### イオノフォア抗生物質としての性質
ノナクチンは天然に産生する微生物が存在する抗生物質の中でも、イオノフォア抗生物質（英語: ionophore antibiotics）に分類される化合物の1つであり、特定の金属イオンに対して、選択的にキレートする事により、細胞膜におけるイオンの運搬に影響を与える

。
イオノフォア抗生物質は、その化学構造により、どの金属イオンと結合し易いかが異なる。ノナクチンの場合には、水溶液中でナトリウムイオンよりも、カリウムイオンと選択的に結合する

。
カリウムイオンがノナクチンの環内に配位結合すると、水溶液中にカリウムイオンが水和して存在していた時とは異なり、ノナクチンの環の外側の水には溶け難い状態に変わり、むしろ、炭化水素のような脂溶性の性質が出てくる。これは、ノナクチンの環の外周が、エステル結合の箇所を除くと単結合のみの脂肪族炭化水素に近い構造をしているためである。これにより、、脂肪族炭化水素に近い構造のノナクチンの外周部と、脂質二重層でできた細胞膜との間に、疎水性相互作用が発生する。したがって、ノナクチンはカリウムイオンを環内に取り込んだままの状態で、容易に細胞膜に溶け込める。よって、ノナクチンの環内に結合したカリウムイオンは、脂質二重層の細胞膜を、容易に通過する。一方で、水和したカリウムイオンは、正電荷を持っているため、本来ならば、細胞膜を通過し難い。このような理由で、細胞膜を容易に通過するカリウムイオンが、ノナクチンのせいで増加するために、細胞の本来のカリウムイオンの濃度が乱される。
参考までに、ノナクチンと同様にイオノフォア抗生物質として抗菌力を有し、かつ、カリウムイオンと比較的キレートを形成し易い化合物としては、例えば、バリノマイシン、エンニアチン、ニゲリシンなどが知られる。

### 生理活性
ノナクチンに生物の細胞が曝露されると、ノナクチンに耐性を持たない場合には、影響を受け得る。ノナクチンには、例えば、殺虫作用も報告された。真核生物において、ノナクチンには、細胞質においてミトコンドリアに用いられるタンパク質に対して、特に悪影響を与えると報告された。具体的には、ラットの肝臓を使用した実験では、ミトコンドリアで行われる酸化的リン酸化において、脱カップリングを引き起こした。また、細胞膜を模した人工の脂質二重層の膜を使用した実験では、ノナクチンは錯体を形成した陽イオンを抱え込んだままで、人工の脂質二重層の膜を通過すると確認された。

## 利用
以前は、ノナクチンとテトラナクチンとの混合物を、ポリナクチンと言う商品名で、殺虫剤として使用していたものの、これらの化合物が食品に残留する恐れが推定されたため、2004年以来、もはや使用されていない。
なお、既述の通りノナクチンには、細菌に対する抗菌活性が知られてはいるものの、医療目的の用途は知られていない。ただし、他のナクチン類を極力取り除いて、特別に純度を高めたノナクチンは、アンモニウム電極（英語: ammonium-specific electrodes）として用いられる場合が有る。

## 歴史

### 単離
歴史的には、マクロテトロライド系抗生物質として初めて報告された化合物が、ノナクチンである。ノナクチンは、1955年に幾つかの細菌から単離された。ノナクチンを産生する細菌の培養液を濾過して、酢酸エチルを用いれば、濾液中からノナクチンを抽出できる。また、菌体内に含有されるノナクチンも、アセトンを用いれば、溶出させられる。こうして取り出されたノナクチンの精製法は色々と有るわけだが、実験室レベルであれば、例えば、酸化アルミニウムの細粉を詰めたカラムを用いた液体クロマトグラフィで、溶媒をトリクロロメタンにして展開する方法で単離できる。なお、吸光分光分析や液体クロマトグラフィだけで、ノナクチン産生菌の培養液からノナクチンを検出する手法は、次第に時代遅れになり、液体クロマトグラフィと質量分析装置を組み合わせて、検出するようになっていった。

### 名称の由来
このようにして単離された化合物は、容易に水素イオンを放出するような箇所も無く、旋光性も無く、テトラニトロメタンや2,4-ジニトロフェニルヒドラジンなどとも反応しないなどといった性質を有しているため、ノナクチン（non - act - in）と命名された。

### 32員環を4つのエステル結合で形成した抗生物質群の検出
ノナクチンが、それまでに知られていなかった化学構造を有した抗生物質の系統として、分類された。ノナクチンを産生した菌株からは、同じマクロテトロライド系抗生物質に分類される抗生物質のモナクチン（英語: monactin）、ジナクチン（英語: dinactin）、トリナクチン（英語: trinactin）が単離された。また、別な菌株からは、テトラナクチン（英語: trinactin）も単離された。これらは、グラム陽性菌や、MycobacteriumやPiricularia oryzaeに対して、抗菌活性を有すると報告された。ある種の微生物が生合成した化合物が、他の細菌の生存を妨げる性質を有していたのだから、これは定義通りの抗生物質と言える。この系統の抗生物質は、必ず32員環を、4つのエステル結合で形成した構造を有している。すなわち、テトララクトン（英語: tetralactone）なので、マクロテトロライド系抗生物質（macrotetrolide antibiotics）と呼ばれるようになった。また、マクロテトロライド系抗生物質は、全てイオノフォアとしての機能を備えた分子である。なお、マクロテトロライド系抗生物質は、ナクチン（英語: nactin）の類にも分類される。ただし、マクロテトロライド系抗生物質は原核生物の生存に影響を与える抗菌活性のみならず、真核生物の生存も脅かす。例えば、殺虫作用も報告された。

### 全合成
ノナクチンの産生菌としては、例えば、Streptomyces tsukubensis、Streptomyces griseus、Streptomyces chrysomallus、Streptomyces werraensisが知られる。したがって、ノナクチンは天然物なのだが、ヒトの手による全合成も達成された。